# افزایش مزدوج هسته‌دوستی

افزایش مزدوج هسته‌دوستی

افزایش مزدوج هسته‌دوستی(به انگلیسی: Nucleophilic conjugate addition) نوعی واکنش آلی است. واکنش‌های افزایشی هسته‌دوستی متداول یا افزایش ۲٬۱-هسته‌دوستی بیشتر با افزایش به ترکیبات کربونیل‌دار سروکار دارند. ترکیبات ساده آلکن به دلیل عدم قطبیت واکنش ۲٬۱ نشان نمی‌دهند، مگر اینکه آلکن با استخلاف‌های ویژه فعال شود. با ترکیبات کربونیل غیراشباع β، α مانند سیکلوهگزنون، می‌توان از ساختارهای رزونانسی چنین استنباط کرد که موقعیت β یک مکان الکترون‌دوست است که می‌تواند با یک هسته‌دوست واکنش دهد. بار منفی در این ساختارها به صورت آنیون آلکوکسید ذخیره می‌شود. چنین افزایش هسته‌دوستی، افزودنی مزدوج هسته‌دوستی یا افزایش هسته‌دوستی-۴٬۱ نامیده می‌شود. مهم‌ترین آلکن‌های فعال، کربونیل‌ها و اکریلونیتریل‌های مزدوج ذکر شده در بالا هستند.

## واکنش‌ها
- کربونیل‌های مزدوج با آمین‌های ثانویه واکنش داده و ۳-آمینوکربنیل (۳-کتوآمین) را تشکیل می‌دهند. به عنوان مثال، افزودن مزدوج متیل‌آمین به سیکلوهگزن-۲-اون ترکیب 3-(N-متیل‌آمینو)-سیکلوهگزانون را می‌دهد.
- کربونیل‌های مزدوج با هیدروژن سیانید به ۴٬۱-کتو-نیتریل‌ها واکنش می‌دهند. در واکنش ناگاتا، منبع سیانید دی‌اتیل‌آلومینیم سیانید است.
- واکنش گیلمن یک واکنش مؤثر برای افزایش هسته دوستی-۴٬۱ به کربونیل‌های مزدوج است.
- واکنش مایکل شامل افزایش مزدوج انولات‌ها به کربونیل‌های مزدوج است.
- واکنش انامین استورک شامل افزایش مزدوج انامین‌ها به کربونیل‌های مزدوج است.